# Сатен
Сатен је тканина, која је добија сатенским ткањем. Најчешће је окарактерисана као глатка и сјајна, обично са глатком предњом и грубом задњом страном тканине. Сатен је материјал који је јако крхк, често долази до оштечења сатена. Сатен је један од три основна вида текстилног подткања, у која се убрајају кепер и обично подткање.
Сатен је најчешће коришћен за израду одеће, балетанки, постељина, јастучница, доњег веша, спаваћица и кравата.
Сатенско ткање је окарактерисано са четири или више остављених хоризонталних нити на разбоју испод вертикалних, односно четири вертикалне нити преко једне хоризонталне. Овакав начин рада доприноси сјајној и глаткој карактеристици овог материјала. Ова техника се најчешће користи са влакнима свиле, полиестера и најлона. По неким дефиницијама овог начина ткања, сатен је материјал направљен искључиво користећи свилу.

## Историја

### Кина
Сатен је оригинално прављен искључиво од свиле, која је током историје примарно произвођена у Кини. У античкој Кини постојало је више врста сатена, као сто су: дуан (缎), зуши (紵丝), линг (绫), јин (锦), вуси (五丝) и баси (八丝). Кинески сатен, у његовој оригиналној форми, је обично произвођен са пет или шест подткања. Шестокрајно подткање сатенског ткања је највероватније дериват шестокрајног ткања насталог током трајања кепра Танг и Северне Сунг династије.

### Европа
Сатен од свиле је дошао у Европу током 12. века. Таква тканина се увозила, била је сматрана цењеном робом, сатен су носили само припадници виших друштвених класа.

## Етимологија
Реч „сатен” потиче из Кинеског трговачког града Гуанзоу (泉州), који је знан као Зајтон у Европи и Арапским земљама током трајања Јуан династије (13.-14. век). Током тог периода, Гуазоу су посећивали Арапски трговци и Европљани. Арапи су сатен добављан из Гуазона називали zaituni. У следећем периоду средњег века, Гуазоу је био главни извозник свиле, користећи пут свиле како би дошли до Европе. Овај пут је највише користио арапски народ.